# Petit Sou
Pour plus de détails, voir Fiche technique et Distribution.
Petit Sou (Kiskrajcár) est un film hongrois réalisé par Márton Keleti, sorti en 1953.

## Fiche technique
- Titre : Petit Sou
- Titre original : Kiskrajcár
- Réalisation : Márton Keleti
- Scénario : Boris Palotai, András Sándor et Gábor Thurzó
- Musique : Imre Vincze
- Photographie : György Illés
- Montage : Mihály Morell
- Société de production : Magyar Filmgyártó Nemzeti Vállalat
- Pays :  Hongrie
- Genre : Comédie
- Durée : 107 minutes
- Dates de sortie : 
  - Hongrie : 24 décembre 1953

## Distribution
- Ági Mészáros : Garas Juli
- Ádám Szirtes : Orbán
- Erzsi Pápai : Anna
- Imre Soós : Madaras Jóska
- Ferenc Bessenyei : Turi
- Sándor Tompa : Szöllõsi

## Distinctions
Le film a été présenté en sélection officielle en compétition au Festival de Cannes 1954.